# Związek Walki Wyzwoleńczej
Związek Walki Wyzwoleńczej (ZWW) – konspiracyjna organizacja komunistyczna, utworzona przez komunistów polskich w Warszawie we wrześniu 1941, po ataku Niemiec na ZSRR. W skład ZWW weszły: Grupa Biuletynu Radiowego, Stowarzyszenie Przyjaciół ZSRR i grupa Sztandaru Wolności, później - „Młot i Sierp” oraz Spartakus.
Związek Walki Wyzwoleńczej prowadził działalność polityczną i wojskową, działał na terenie Warszawy i województwa warszawskiego oraz w Radomskiem i Rzeszowskiem, utrzymywał kontakty z grupami komunistycznymi  w Krakowie, Częstochowie, Łodzi i Płocku. Nawoływał do walki zbrojnej z Niemcami w formie powstania ogólnonarodowego, którego celem miało być stworzenie państwa polskiego opartego na współdziałaniu wszystkich organizacji demokratycznych. Na czele ZWW stała Egzekutywa Centralna w składzie:
- Józef Balcerzak,
- Ładysław Buczyński,
- Włodzimierz Dąbrowski,
- Zygmunt Jarosz,
- Franciszek Łęczycki,
- Marian Spychalski,
- Jerzy Walter.

Jesienią 1941 roku ZWW zaczął tworzyć pierwsze grupy partyzanckie. Najbardziej rozbudowana była organizacja warszawska, która obejmowała większość robotniczych dzielnic stolicy. Dowództwo wojskowe organizacji warszawskiej podlegało Janowi Fajge, a działalność dywersyjną prowadzono pod kierownictwem Mieczysława Ferszta. Związek wydawał periodyki prasowe „Biuletyn Radiowy” i „Zwyciężymy”.
5 stycznia 1942 roku przedstawiciele ZWW wzięli udział w zebraniu założycielskim Polskiej Partii Robotniczej, w połowie stycznia ZWW został wchłonięty przez PPR.